# Telegramma (film)
Telegramma (Телеграмма) è un film del 1971 diretto da Rolan Antonovič Bykov.

## Trama
Il film racconta dei ragazzi che stanno cercando Katya Inozemtseva per darle un telegramma importante e vengono a sapere delle sue imprese.